# Пал III Антал, князь Эстерхази
Пал III Антал Э́стерхази, князь Галантский (венг. Esterházy Pál Antal; нем. Paul Anton Esterházy von Galantha; 11 марта 1786 — 21 мая 1866 года, Регенсбург) — венгерский князь, член династии Эстерхази. Сын князя Николая II, после смерти которого в 1833 году он возглавил семейство Эстерхази. В его честь назван торт «Эстерхази».

## Биография
Эстерхази, или Эстергази-Галанта (венг. Esterházy de Galántha) были крупнейшими частными землевладельцами Венгрии при Габсбургах. Первоначально имения Эстерхази находились в Галанте (ныне Словакия). Богатство рода было обусловлено приверженностью царствующему дому и католицизму. Семейству принадлежали огромные земельные владения. Например, в начале XIX века князьям Эстерхази принадлежали 29 имений, в том числе, 60 городов и городков и 400 деревень в основном в Венгрии. В 1626 году император Священной Римской империи сделал их графами, а с 1712 года глава рода носил княжеский титул. В отличие от других венгерских князей-магнатов (таких как Баттьяни или Пальфи), Эстерхази были медиатизованы, то есть считались равнородными европейским монархам.
Несмотря на свое огромное богатство, Пал III Антал, так же, как и его отец, Николай II, большую часть жизни находился в сложном финансовом положении, поскольку его расходы были выше доходов. Только его сын Николай III смог освободиться от долгов, продав знаменитую семейную коллекцию произведений искусства.
В июне 1812 года он женился на принцессе Марии Терезии Турн-Таксис (1794–1874) в Регенсбурге. В браке родилось трое детей:
- Мария Терезия (1813 – 1894 ) муж - граф Фридрих Хоринский (1802–1861), 3 детей
- Терезия Роза (1815-1894) муж - граф Карел Кавриани (1803-1870), брак бездетный
- Николай III (1817-1894), жена - Леди Сара Чайлд-Вильерс (1822-1853),  наследник Пала III Антала, 6 детей

Хотя большинство предков Пала Антала служили офицерами императорской армии, он служил на дипломатическом поприще, и сделал политическую карьеру во время наполеоновских войн. В 1806 году он был секретарем австрийского посольства в Лондоне, а затем секретарем Меттерниха в Париже. Принимал активное участие в мирных переговорах 1813—1815 годов, а также в Венском конгрессе (1815).
После Венского конгресса был назначен послом Австрии в Великобритании. В 1830—1836 годах, будучи генеральным консулом Австрии на Лондонской конференции содействовал созданию независимой Бельгии.
В 1842 году он подал в отставку и вернулся в Венгрию, где стал членом Консервативной партии, поддерживавшей Габсбургов и не желавшей реформирования власти. 7 апреля 1848 года, во время революции в Венгрии Эстерхази стал министром иностранных дел в первом правительстве Венгрии, руководителем которого был граф Лайош Баттьяни. Выполнял роль посредника в переговорах между Веной и венгерским правительством. После того, как его намерения помирить обе стороны окончились неудачей, в сентябре 1848 года ушел в отставку. Позже Эстерхази поддерживал связи с венгерскими политиками в эмиграции, в частности, с Лайошем Кошутом.
В 1856 году присутствовал в качестве официального представителя на коронации императора Александра II в Москве.